# Distrito de Mubende
Mubende es un distrito situado en Uganda central. Como otros distritos de Uganda, su nombre proviene de su ciudad capital, la ciudad de Mubende. Mubende fue reducido de tamaño en julio de 2005 con la creación del nuevo distrito de Mityana. En este distrito se ubica el árbol de Nakayima, utilizado para proteger el alma de Ndahura, en el antiguo reino de Bacwezi. El árbol de Nakayima es un lugar del peregrinaje para los cultistas de Bacwezi. Mubende es la ciudad de hermana de Tumwater, en el estado de Washington, Estados Unidos.

## Población
El censo de población de 1991 estimó la población del distrito en alrededor de 277.500.
En 2002, el censo nacional situó la población en unas 423.450 personas, de las cuales el 50,3% eran hombres y el 49,7% mujeres, con una tasa de crecimiento demográfico anual de 3,6%.
Se estima que en 2012, la población del distrito era de aproximadamente 610 600 habitantes.

## Economía
La principal actividad económica del distrito de Mubende es la agricultura, destacando los cultivos de batatas, frijoles, yuca, maíz, plátanos, cacahuetes, cebollas, repollo, tomates. Entre los cultivos comerciales del distrito destacan el del café y el té.